# Championnat du Cameroun de football 1997
Navigation
Saison précédente Saison suivante
La saison 1997 du Championnat du Cameroun de football était la 37e édition de la première division camerounaise, la MTN Elite 1. Les équipes sont regroupées au sein d'une poule unique, où chaque équipe affronte tous les adversaires 2 fois, à domicile et à l'extérieur. La saison prochaine, 16 équipes prendront part au championnat, il y a donc 5 clubs relégués pour 3 clubs promus de D2.
C'est le Cotonsport Garoua qui termine en tête du championnat cette année. C'est le premier titre de champion de son histoire. Le tenant du titre, l'Unisport Bafang finit à la 13e place et descend en D2 après avoir fini à égalité avec 4 autres équipes.

## Clubs participants
- Cotonsport Garoua
- Tonnerre Yaoundé
- Canon Yaoundé
- Union Douala
- Unisport Bafang
- Léopards Douala
- Stade Bandjoun
- Dynamo Douala
- Avenir Douala - Promu de D2
- Panthère du Ndé
- Kumbo Strikers
- Racing Club Bafoussam
- Olympique Mvolyé - Promu de D2
- Fovu Baham
- Prévoyance Yaoundé
- Victoria United - Promu de D2
- PWD Bamenda
- Union sportive Abong-Mbang

## Compétition

### Classement
| Rang | Équipe               | Pts | J  | G  | N  | P  | Bp | Bc | Diff |
| ---- | -------------------- | --- | -- | -- | -- | -- | -- | -- | ---- |
| 1    | Cotonsport Garoua    | 62  | 34 | 17 | 11 | 6  | 40 | 25 | +15  |
| 2    | Stade Bandjoun       | 60  | 34 | 16 | 12 | 6  | 33 | 21 | +12  |
| 3    | Union Douala (C)     | 55  | 34 | 15 | 10 | 9  | 46 | 26 | +20  |
| 4    | Léopards Douala      | 54  | 34 | 15 | 9  | 10 | 36 | 23 | +13  |
| 5    | Olympique Mvolyé (P) | 49  | 34 | 13 | 10 | 11 | 36 | 38 | -2   |
| 6    | PWD Bamenda          | 48  | 34 | 11 | 15 | 8  | 33 | 28 | +5   |
| 7    | Tonnerre Yaoundé     | 48  | 34 | 13 | 9  | 12 | 31 | 30 | +1   |
| 8    | Canon Yaoundé        | 47  | 34 | 10 | 17 | 7  | 27 | 20 | +7   |
| 9    | Fovu Baham           | 47  | 34 | 13 | 8  | 13 | 44 | 42 | +2   |
| 10   | Dynamo Douala        | 46  | 34 | 11 | 13 | 10 | 36 | 29 | +7   |
| 11   | Kumbo Strikers       | 46  | 34 | 11 | 13 | 10 | 37 | 32 | +5   |
| 12   | Racing Bafoussam     | 46  | 34 | 12 | 10 | 12 | 37 | 35 | +2   |
| 13   | Panthère du Ndé      | 46  | 34 | 12 | 10 | 12 | 35 | 33 | +2   |
| 14   | Unisport Bafang (T)  | 46  | 34 | 11 | 13 | 10 | 43 | 31 | +12  |
| 15   | Avenir Douala (P)    | 38  | 34 | 10 | 8  | 16 | 28 | 44 | -16  |
| 16   | Victoria United (P)  | 32  | 34 | 8  | 8  | 18 | 32 | 51 | -19  |
| 17   | Prévoyance Yaoundé   | 32  | 34 | 7  | 11 | 16 | 23 | 41 | -18  |
| 18   | US Abong-Mbang (P)   | 19  | 34 | 4  | 7  | 23 | 20 | 68 | -48  |

|  | Qualifié pour la Ligue des champions de la CAF 1998 |
|  | Qualifié pour la Coupe des Coupes 1998              |
|  | Qualifié pour la Coupe de la CAF 1998               |
|  | Relégué en deuxième division                        |

## Bilan de la saison
| Tableau d'Honneur                   |                   |
| Compétition                         | Vainqueur         |
| Championnat du Cameroun de football | Cotonsport Garoua |
| Coupe du Cameroun                   | Union Douala      |

| Qualifications continentales       |                   |
| Ligue des champions de la CAF 1998 | Qualifié          |
| Premier tour                       | Cotonsport Garoua |
| Coupe des Coupes 1998              | Qualifiés         |
| Premier tour                       | Union Douala      |
| Coupe de la CAF 1998               | Qualifiés         |
| Premier tour                       | Stade Bandjoun    |

| Promotion et relégation |                                                                                 |
| Relégués en 2e division | Unisport Bafang Avenir Douala Victoria United Prévoyance Yaoundé US Abong-Mbang |
| Promus en MTN Elite 1   | Ports FC Douala Djerem Bertoua Sable Batié                                      |